# Wilkiea pubescens
Wilkiea pubescens är en tvåhjärtbladig växtart som först beskrevs av George Bentham, och fick sitt nu gällande namn av Whiffin & Foreman. Wilkiea pubescens ingår i släktet Wilkiea och familjen Monimiaceae. Inga underarter finns listade i Catalogue of Life.